# Cléopâtre : Le Destin d'une reine
Cléopâtre : Le Destin d'une reine est un jeu vidéo d'aventure en pointer-et-cliquer développé par Kheops Studio et édité par Nobilis, sorti en 2007 sur Windows et Mac.

## Accueil
- Adventure Gamers : 3/5[1]
- Jeuxvideo.com : 14/20[2]